# Nightcap
Nightcap is een dubbelalbum van de Britse progressieve-rockband Jethro Tull, uitgebracht in 1993. Het is geen standaardstudioalbum maar bevat wel enkel studionummers die tot dan toe nog niet eerder waren uitgebracht.

## Geschiedenis
Het eerste album, met als ondertitel My Round, bevat de beruchte Château d'Isaster Tapes, opgenomen in het befaamde Château d'Hérouville in augustus 1972. Dit was oorspronkelijk de opvolger van Thick as a Brick, maar Ian Anderson staakte de opnamen omdat hij niet te spreken was over de kwaliteit van de studio en schreef daarna terug in Londen A Passion Play als opvolger. De geluidsbanden waren verloren gewaand maar werden gevonden bij het opruimen van het archief eind jaren tachtig. Dankzij de digitale revolutie was het toen mogelijk de banden in kwaliteit op te schroeven. Zo ontstond alsnog een goed album.
Het tweede album, met als ondertitel Your Round, is een verzameling van onuitgebrachte nummers, opgenomen door de jaren heen.
- Nummer 1, 2 en 4: 1974, Morgan Studios, Fulham, Londen.
- Nummer 9: 1975, Maison Rouge Mobile Studio.
- Nummer 15: 1978, Maison Rouge Mobile Studio, Fulham, Londen.
- Nummer 6, 7, 11, 12, 13 en 16: 1981, Maison Rouge Studios, Fulham, Londen.
- Nummer 10: 1988, Ian Andersons privéstudio.
- Nummer 18: 1989, Ian Andersons privéstudio.
- Nummer 3, 5, 8 en 14: 1990, Ian Andersons privéstudio.
- Nummer 17: 1991, Ian Andersons privéstudio en Woodworm Studios.

## Introductie van Ian Anderson
"Deze collectie van niet eerder uitgebrachte opnamen is nu verkrijgbaar op verzoek van vele hardcore Tull-fans die in de loop der jaren het bestaan van dit materiaal ontdekten. Uit de meeste sessies voor studioalbums uit het verleden kwamen een paar nummers meer dan nodig. Soms kwamen deze nummers niet op het album, omdat ze te veel leken op een van hun broertjes of zusjes: soms, zoals misschien opgemerkt, omdat ze te veel verschilden! De eerloze opnamesessies uit 1973 in het Château D'Herouville, nabij Parijs, zijn nooit voltooid vanwege gezondheidsproblemen, technische en productieproblemen en de plotselinge beslissing van de band om terug te keren naar Groot-Brittannië door tijdelijke en onverstandige belastingsballingschap. In plaats van door te gaan met de Château Tapes besloten we om opnieuw te beginnen met een zo goed als nieuw project, dat al snel het meer down-beat en controversiële A Passion Play werd. Zo, hier is het dan. Niet ieders cup of tea, maar een enigszins duizelingwekkend slaapmutsje voor oude vrienden - een borrel voordat ze hun hoofd neerleggen om te dromen van wat had kunnen zijn.
Uit vrees dat iemand denkt (hoe begrijpelijk ook) dat deze billenknijpercollectie louter de uitbuiting van wratterige uitbraakselen is om weer een armzalige cent aan te verdienen, wil ik graag laten weten dat we hard gevochten hebben om de prijs van deze set op een zo laag mogelijk niveau te houden en dat ik alle songwriting-vergoedingen die mij toekomen van dit materiaal doneer aan The Animal Health Trust en Balnair House, Home Of Highland Music."

## Nummers
- Cd 1: My Round, oftewel Château d'Isaster Tapes

1. First Post
2. Animelée
3. Tiger Toon
4. Look at the Animals
5. Law of the Bungle
6. Law of the Bungle Part II
7. Left Right
8. Solitaire
9. Critique Oblique
10. Post Last
11. Scenario
12. Audition
13. No Rehearsal

- Cd 2: Your Round

1. Paradise Steakhouse
2. Sealion II
3. Piece of Cake
4. Quartet
5. Silver River Turning
6. Crew Nights
7. The Curse
8. Rosa on the Factory Floor
9. A Small Cigar
10. Man of Principle
11. Commons Brawl
12. No Step
13. Drive on the Young Side of Life
14. I Don't Want to Be Me
15. Broadford Bazaar
16. Lights Out
17. Truck Stop Runner
18. Hard Liner

## Bezetting 'Château d'Isaster Tapes'
- Ian Anderson (dwarsfluit, balalaika, mandoline, hammondorgel, akoestische gitaar, zang)
- Martin Barre (elektrische gitaar)
- John Evan (celesta, piano)
- Jeffrey Hammond-Hammond (basgitaar, zang)
- Barriemore Barlow (drums)